# Пандемія (роман)
«Пандемія» (англ. Pandemia) — науково-фантастичний роман американського письменника Джонатана Ренда (псевдонім Кристофера Найта). У романі зображено сценарій, за яким пташиний грип мутує і стає глобальною епідемією через сучасні методи транспортування, що зрештою спричиняє надзвичайний стан по всій планеті.

## Сюжет
Хвороба, яка спричиняє у романі всесвітню катастрофу, — це H5N1, штам пташиного грипу, який був у новинних стрічках на час публікації. Його мутація та швидке поширення зрештою спричиняють крах суспільства та багатьох економік у всьому світі.
У центральному сюжеті книги розповідаєть про групу підлітків зі Селайна, штат Мічиган, які повинні спробувати втекти з міста і вирушити в сільську місцевість, де вони сподіваються залишатися в живих протягом тривалого періоду часу в хижі свого дядька, для того щоб їх врятували. Але при цьому підлітки повинні використовувати будь-яку зброю, яку вони знайдуть, щоб захиститися від грабіжників, божевільних вбивць та потенційно небезпечних джерел інфекції. У світі, який збожеволів, група повинна знайти необхідні речі, їжу, воду та притулок, щоб вижити.